# Заречная (Чаплыгинский район)
Заречная — деревня Чаплыгинского района Липецкой области, входит в состав Истобенского сельсовета.

## География
Село расположено на берегу реки Становая Ряса в 3 км на юг от центра поселения села Истобное и в 16 км на юг от райцентра города Чаплыгин.

## История
Село Пупки в качестве села Добринского уезда с церковью в честь Покрова Пресвятой Богородицы упоминаются в окладных книгах 1676 г. Вместо упоминаемой в XVII веке в 1787 г. поставлена была новая деревянная церковь в тоже храмонаименования. В 1860 г. Покровская церковь была значительно распространена, в 1861 г. заново перестроена находящаяся в общей связи с церковью колокольня, в 1875 г. церковь сделана теплою, в 1880 г. снаружи обложена кирпичем, а в 1882 г. внутри украшена стенной живописью. 
В XIX — начале XX века село входило в состав Колыбельской волости Раненбургского уезда Рязанской губернии. В 1906 году в селе было 108 дворов.
С 1928 года деревня входила в состав Истобенского сельсовета Раненбургского района Козловского округа Центрально-Чернозёмной области, с 1944 года — в составе Колыбельского района, с 1954 года — в составе Липецкой области, с 1956 года — в составе Чаплыгинского района.
В 1960 года указом Президиума Верховного Совета РСФСР деревня Пупки переименована в Заречная.

## Население
| 1859 | 1897 | 1906 | 1920 | 1932  | 1997 | 2010 |
| ---- | ---- | ---- | ---- | ----- | ---- | ---- |
| 444  | ↗705 | ↗749 | ↗774 | ↗1035 | ↘76  | ↘28  |